# کلیسای استپانوس مقدس (لارناکا)
کلیسای استپانوس مقدس (ارمنی: Սուրբ Ստեփանոս Եկեղեցի، انگلیسی: Sourp Stepanos Church) یک کلیسا متعلق به کلیسای حواری ارمنی اسقف‌نشین قبرس می‌باشد که در مرکز شهر لارناکا، قبرس واقع شده‌است. ساخت و ساز این ساختمان در سال ۱۹۰۹ میلادی به پایان رسید. این بنا به سبک معماری ارمنی طراحی شده‌است.

## نگارخانه

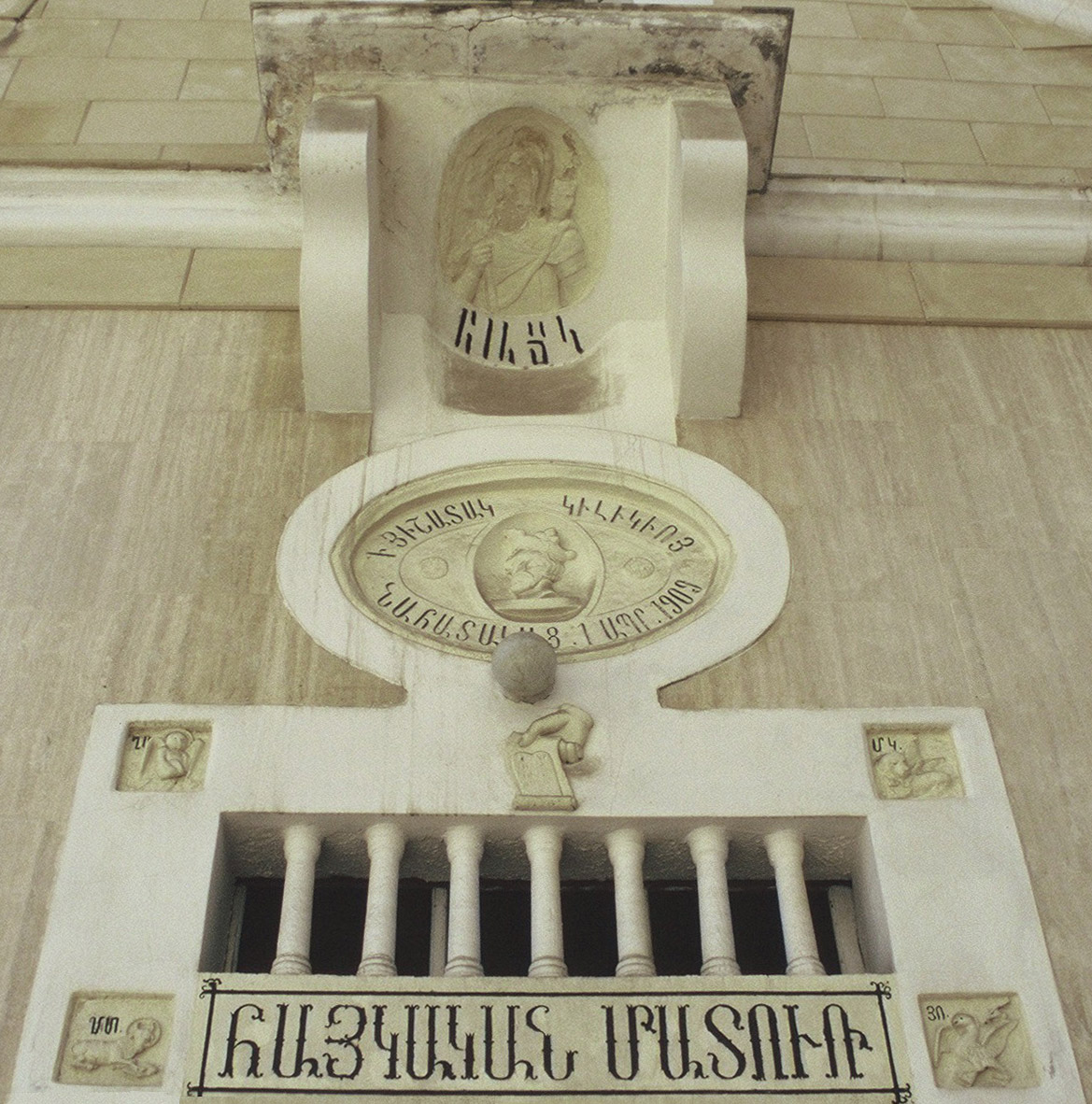